# 소원초등학교 소근분교
소원초등학교 소근분교는 충청남도 태안군 소원면에 있었던 초등학교 분교이다.

## 연혁
- 1965년 9월 2일 소원국민학교 소근분실 인가
- 1969년 2월 10일 소원국민학교 소근분교장 인가
- 1975년 4월 23일 소근국민학교 개교
- 1985년 9월 5일 병설유치원 개원
- 1991년 3월 1일 소원국민학교 소근분교장 격하
- 1999년 9월 1일 소원초등학교로 통폐합